# Monitoring

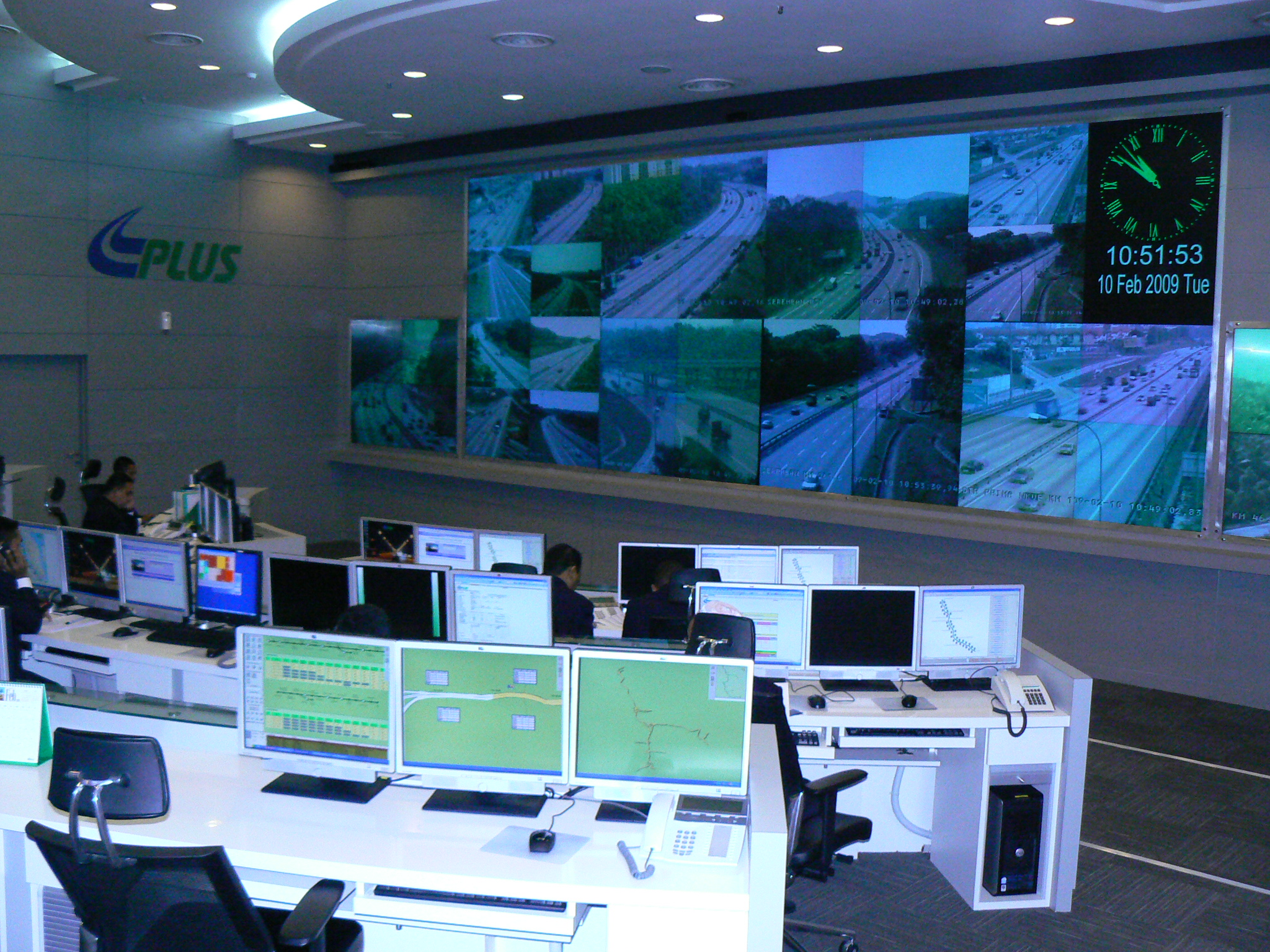
Monitoring autostrady

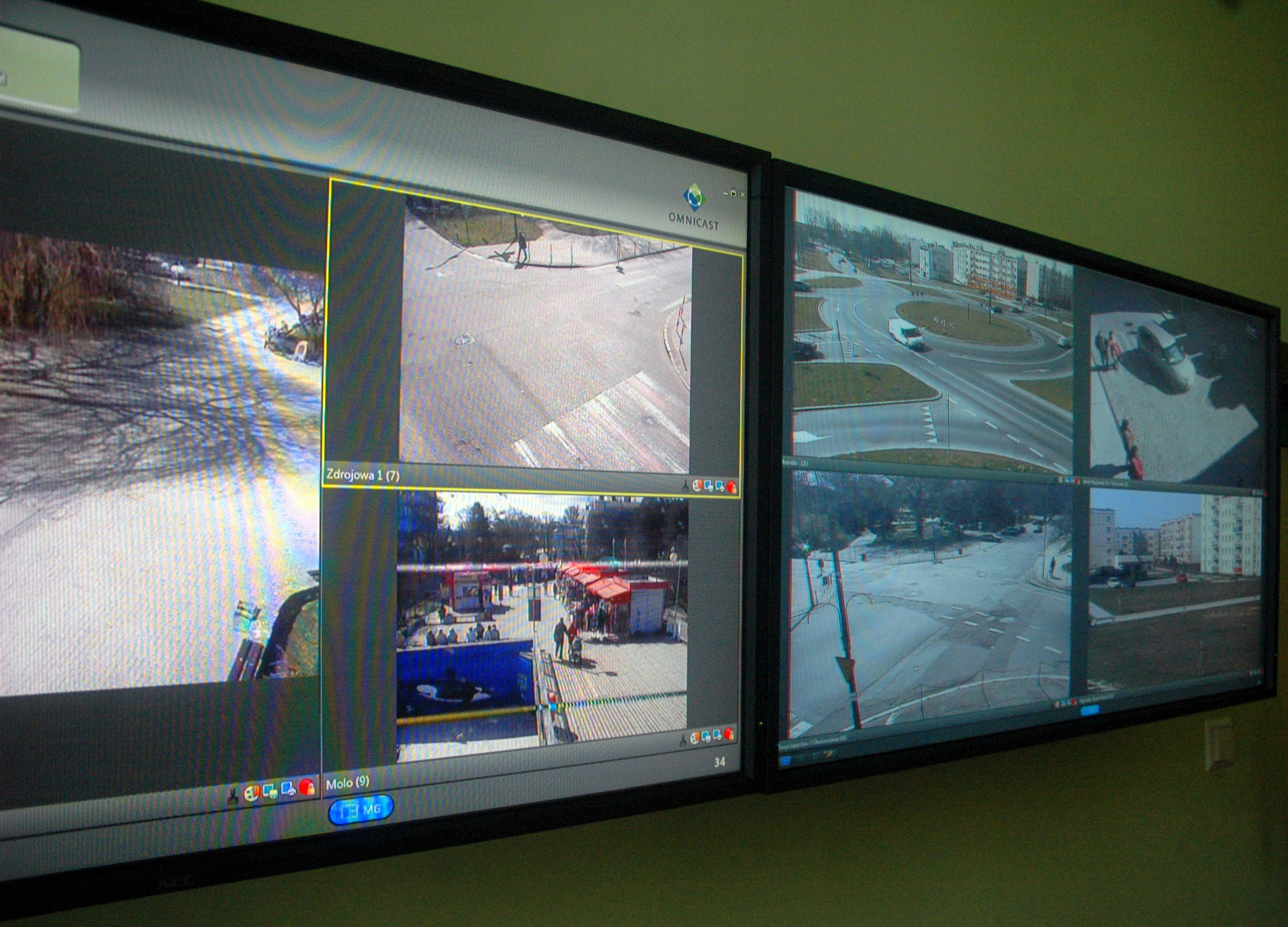
Monitoring miasta Kołobrzeg

Monitoring – oznacza regularne jakościowe i ilościowe pomiary lub obserwacje zjawiska czy obecności np. substancji, przeprowadzane przez z góry określony czas.
Programy monitoringu są często stosowane w celu gromadzenia informacji na temat stanu ilościowego oraz jakościowego atmosfery i hydrosfery lub rozprzestrzeniania się zanieczyszczeń w czasie i przestrzeni. Zgromadzone dane ułatwiają wybór właściwych działań w przypadku szkodliwego wpływu tego stanu na życie i mienie człowieka czy stan środowiska. Pozwalają także na podjęcie akcji naprawczych lub usuwania skutków w już istniejącej sytuacji np. zagrożenia powodziowego czy ekologicznego.
Celem monitoringu jest obserwacja zmiany stanu obserwowanego czynnika (zmienności), poprzez porównanie wielkości aktualnej do poprzednio obserwowanych (w odróżnieniu od kontroli, której celem jest stwierdzenie wielkości mierzonego czynnika – pomiar punktowy, jednorazowy) oraz umożliwienie działań doskonalących (zapobiegawczych), w przypadku gdy wielkość/wartość czynnika przekracza określone (dopuszczalne) wartości (minimum i/lub maksimum). 
Trzy zasady monitoringu:
- cykliczność pomiarów (określony interwał czasowy),
- unifikacja sprzętu i metody wykorzystywanych do pomiarów i obserwacji,
- unifikacja interpretacji wyników.[1]